# Jon Leuer
Jon Leuer, né le 14 mai 1989 à Long Lake, dans le Minnesota, est un ancien joueur américain de basket-ball. Il évoluait au poste d'ailier fort.

## Biographie

### Carrière universitaire
Jon Leuer a été scolarisé dans le lycée de Orono à Long Wake dans le Minnesota. En 2007, il rejoint l'université du Wisconsin et évolue pour les Badgers du Wisconsin.

### Carrière professionnelle

#### Bucks de Milwaukee/Francfort Skyliners (2011-2012)
Le 23 juin 2011, Jon Leuer est sélectionné en 40e position par les Bucks de Milwaukee lors de la draft 2011 de la NBA.
Juste après sa draft, il rejoint l'équipe des Francfort Skyliners durant le Lock-out 2011 de la NBA.
Le 15 décembre 2011, il revient chez les Bucks et signe son contrat rookie avec la franchise après avoir joué 10 matches en Allemagne pour une moyenne de 14,8 points par match. Il effectue la saison 2011-2012 avec les Bucks.

#### Cavaliers de Cleveland/Charge de Canton (2012-jan. 2013)
Le 27 juin 2012, il est envoyé chez les Rockets de Houston avec Jon Brockman, Shaun Livingston et le 12e choix de la draft 2012 contre Samuel Dalembert et le 14e choix de la draft 2012. Il est coupé par la franchise texane le 18 juillet 2012.
Le 20 juillet 2012, il fait l'objet d'une demande de dérogation par les Cavaliers de Cleveland et rejoint la franchise. Le 7 décembre 2012, il est envoyé en NBA Development League chez les Charge de Canton. Il est rappelé en NBA le 20 décembre, puis renvoyé le 3 janvier, et enfin rappelé le 7 janvier 2013.

#### Grizzlies de Memphis (Jan. 2013-2015)
Le 22 janvier 2013, il est envoyé aux Grizzlies de Memphis contre Marreese Speights, Wayne Ellington, Josh Selby et un futur premier tour de draft 2015. Il finit la saison avec les Grizzlies.
Le 15 juillet 2013, il re-signe un contrat de 3 millions de dollar avec Memphis pour une durée de 3 ans.

#### Suns de Phoenix (2015-2016)
Le 25 juin 2015, il est envoyé chez les Suns de Phoenix en échange d'Andrew Harrison. À la fin de la saison, il se retrouve agent libre.

#### Pistons de Détroit (2016-2019)
Le 8 juillet 2016, Jon Leuer s'engage avec les Pistons de Detroit. Le 31 octobre 2017, lors de la saison 2017-2018, il se blesse gravement à la cheville et doit renoncer au reste de la saison. Il ne sera apparu que durant 8 matches cette saison-là. En août 2018, il se blesse à nouveau au genou mais cette blessure ne lui fait pas manquer le début de saison.
Le 20 juin 2019, il est envoyé aux Bucks en échange de Tony Snell et le 30e choix de la draft 2019. Le 9 juillet 2019, il est coupé par les Bucks mais part avec un chèque de 9,5 millions de dollars que la franchise va devoir lui verser sur plusieurs saisons. Il annonce sa retraite le 25 mai 2020.

## Clubs successifs
- 2011 :  Francfort Skyliners
- 2011-2012 :  Bucks de Milwaukee
- 2012-2013 :  Cavaliers de Cleveland
- 2012-2013 :  Charge de Canton
- 2013-2015 :  Grizzlies de Memphis
- 2015-2016 :  Suns de Phoenix
- 2016-2019 :  Pistons de Detroit

## Statistiques

### Universitaires
| Saison    | Équipe    | Matchs | Titul. | Min./m | % Tir | % 3pts | % LF | Rbds/m. | Pass/m. | Int/m. | Ctr/m. | Pts/m. |
| --------- | --------- | ------ | ------ | ------ | ----- | ------ | ---- | ------- | ------- | ------ | ------ | ------ |
| 2007-2008 | Wisconsin | 32     | 0      | 8,7    | 47,2  | 46,2   | 48,3 | 1,25    | 0,38    | 0,12   | 0,09   | 2,94   |
| 2008-2009 | Wisconsin | 33     | 12     | 21,3   | 46,6  | 29,6   | 60,5 | 3,82    | 0,85    | 0,52   | 0,61   | 8,85   |
| 2009-2010 | Wisconsin | 24     | 22     | 28,8   | 52,2  | 39,1   | 72,0 | 5,79    | 1,62    | 0,54   | 1,33   | 15,38  |
| 2010-2011 | Wisconsin | 34     | 34     | 33,5   | 47,0  | 37,0   | 84,3 | 7,24    | 1,65    | 0,50   | 0,88   | 18,26  |
| Total     |           | 123    | 68     | 22,9   | 48,2  | 36,8   | 72,3 | 4,48    | 1,10    | 0,41   | 0,69   | 11,29  |

### Professionnelles

#### Saison régulière
- Statistiques NBA[21] (mise à jour 12/03/2020)

| Saison    | Équipe    | Matchs | Titul. | Min./m | % Tir | % 3pts | % LF | Rbds/m. | Pass/m. | Int/m. | Ctr/m. | Pts/m. |
| --------- | --------- | ------ | ------ | ------ | ----- | ------ | ---- | ------- | ------- | ------ | ------ | ------ |
| 2011-2012 | Milwaukee | 46     | 12     | 12,1   | 50,8  | 33,3   | 75,0 | 2,61    | 0,54    | 0,30   | 0,37   | 4,74   |
| 2012-2013 | Cleveland | 9      | 0      | 10,1   | 35,7  | 0,0    | 33,3 | 1,44    | 0,56    | 0,22   | 0,00   | 2,44   |
| 2012-2013 | Memphis   | 19     | 0      | 5,0    | 62,5  | 0,0    | 57,1 | 1,26    | 0,16    | 0,21   | 0,00   | 1,79   |
| 2013-2014 | Memphis   | 49     | 0      | 13,1   | 49,2  | 46,9   | 78,7 | 3,22    | 0,41    | 0,37   | 0,27   | 6,16   |
| 2014-2015 | Memphis   | 63     | 6      | 13,1   | 44,3  | 24,1   | 62,7 | 3,29    | 0,73    | 0,27   | 0,14   | 4,54   |
| 2015-2016 | Phoenix   | 67     | 27     | 18,7   | 48,1  | 38,2   | 76,2 | 5,57    | 1,07    | 0,57   | 0,45   | 8,46   |
| 2016-2017 | Détroit   | 75     | 34     | 25,9   | 48,0  | 29,3   | 86,7 | 5,36    | 1,48    | 0,41   | 0,35   | 10,23  |
| 2017-2018 | Détroit   | 8      | 0      | 17,1   | 41,7  | 0,0    | 86,7 | 4,00    | 0,62    | 0,12   | 0,38   | 5,38   |
| 2018-2019 | Détroit   | 41     | 1      | 9,8    | 58,4  | 9,1    | 74,2 | 2,37    | 0,34    | 0,29   | 0,10   | 3,80   |
| Total     |           | 377    | 80     | 15,8   | 48,4  | 32,8   | 76,7 | 3,78    | 0,80    | 0,36   | 0,27   | 6,35   |

Mise à jour le 12 mars 2020

#### Playoffs
| Saison | Équipe  | Matchs | Titul. | Min./m | % Tir | % 3pts | % LF  | Rbds/m. | Pass/m. | Int/m. | Ctr/m. | Pts/m. |
| ------ | ------- | ------ | ------ | ------ | ----- | ------ | ----- | ------- | ------- | ------ | ------ | ------ |
| 2013   | Memphis | 5      | 0      | 2,3    | 50,0  | 0,0    | 0,0   | 0,60    | 0,00    | 0,20   | 0,20   | 0,40   |
| 2014   | Memphis | 3      | 0      | 7,5    | 42,9  | 50,0   | 100,0 | 2,67    | 0,67    | 0,33   | 0,00   | 3,00   |
| 2015   | Memphis | 4      | 0      | 2,4    | 50,0  | 0,0    | 0,0   | 1,25    | 0,00    | 0,00   | 0,00   | 1,00   |
| 2019   | Détroit | 1      | 0      | 4,9    | 50,0  | 0,0    | 0,0   | 0,00    | 0,00    | 0,00   | 0,00   | 2,00   |
| Total  |         | 13     | 0      | 3,7    | 46,7  | 50,0   | 66,7  | 1,23    | 0,15    | 0,15   | 0,08   | 1,31   |

Mise à jour le 12 juin 2019

## Palmarès
- AP Honorable mention All-American (2011)
- First-team All-Big Ten – Coaches (2011)
- Second-team All-Big Ten – Media (2011)

## Salaires
| Saison      | Équipe    | Salaire      |
| ----------- | --------- | ------------ |
| 2011-2012   | Milwaukee | 473 604 $    |
| 2012-2013   | Memphis   | 762 195 $    |
| 2014-2015   | Memphis   | 967 500 $    |
| 2015-2016   | Phoenix   | 1 035 000 $  |
| 2016-2017   | Détroit   | 10 991 957 $ |
| 2017-2018   | Détroit   | 10 497 319 $ |
| 2018-2019   | Détroit   | 10 002 681 $ |
| Total Gains |           | 34 730 256 $ |
| 2019-2020   | Milwaukee | 3 169 348 $  |
| 2020-2021   | Milwaukee | 3 169 348 $  |
| 2021-2022   | Milwaukee | 3 169 347 $  |